# Aston Martin Owners Club
Der Aston Martin Owners Club, gegründet 1935 von Mortimer Morris-Goodall, ist der älteste, größte und einzig offiziell anerkannte Verein für Aston-Martin-Enthusiasten. Nach eigener Darstellung besitzt der Club über 6000 Mitglieder in 50 Ländern. Seinen Sitz hat der Club am Aston Martin Museum in Drayton St. Leonard, Oxfordshire.

## A.M.O.C. in der Schweiz und Deutschland
Die Schweizer Sektion des A.M.O.C. wurde 1951 durch den Grafen von Wurstemberger gegründet und zählt 300 Mitglieder mit ca. 500 Fahrzeugen. In Deutschland fand ein erstes Treffen von deutschen Aston Martin-Enthusiasten im September 1981 in Bad Homburg v. d. Höhe statt. Initiiert wurde es von Manfred Schlick. Bereits 2 Jahre darauf erfolgte im Dezember 1983 die Gründung der Sektion Deutschland des A.M.O.C. 2014 zählte die deutsche Sektion des Clubs 249 Mitglieder.

## Mitgliedszeitschriften
Die Mitglieder der lokalen Sektionen in der Schweiz und Deutschland beziehen die Publikationen des Hauptclubs, nämlich das monatliche News Sheet, das vierteljährliche Aston Martin Magazine, die jährliche Members List und das alle 4 bis 5 Jahre erscheinende Car Register.
In Nordamerika heißt die Clubzeitschrift hingegen Vantage Point.